# Rio dei Giardini

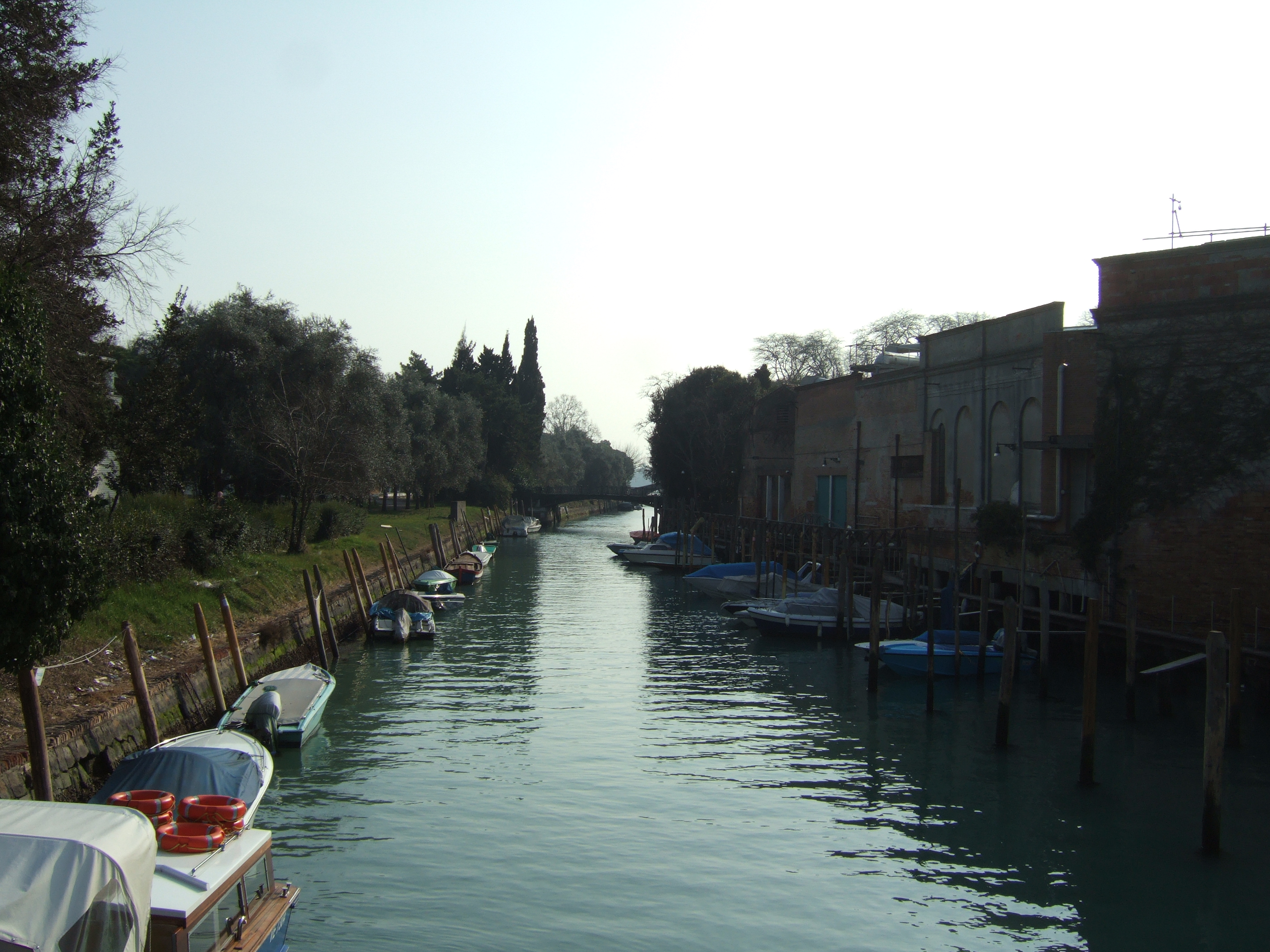
Rio dei Giardini, vedere către sud de Ponte del Paludo

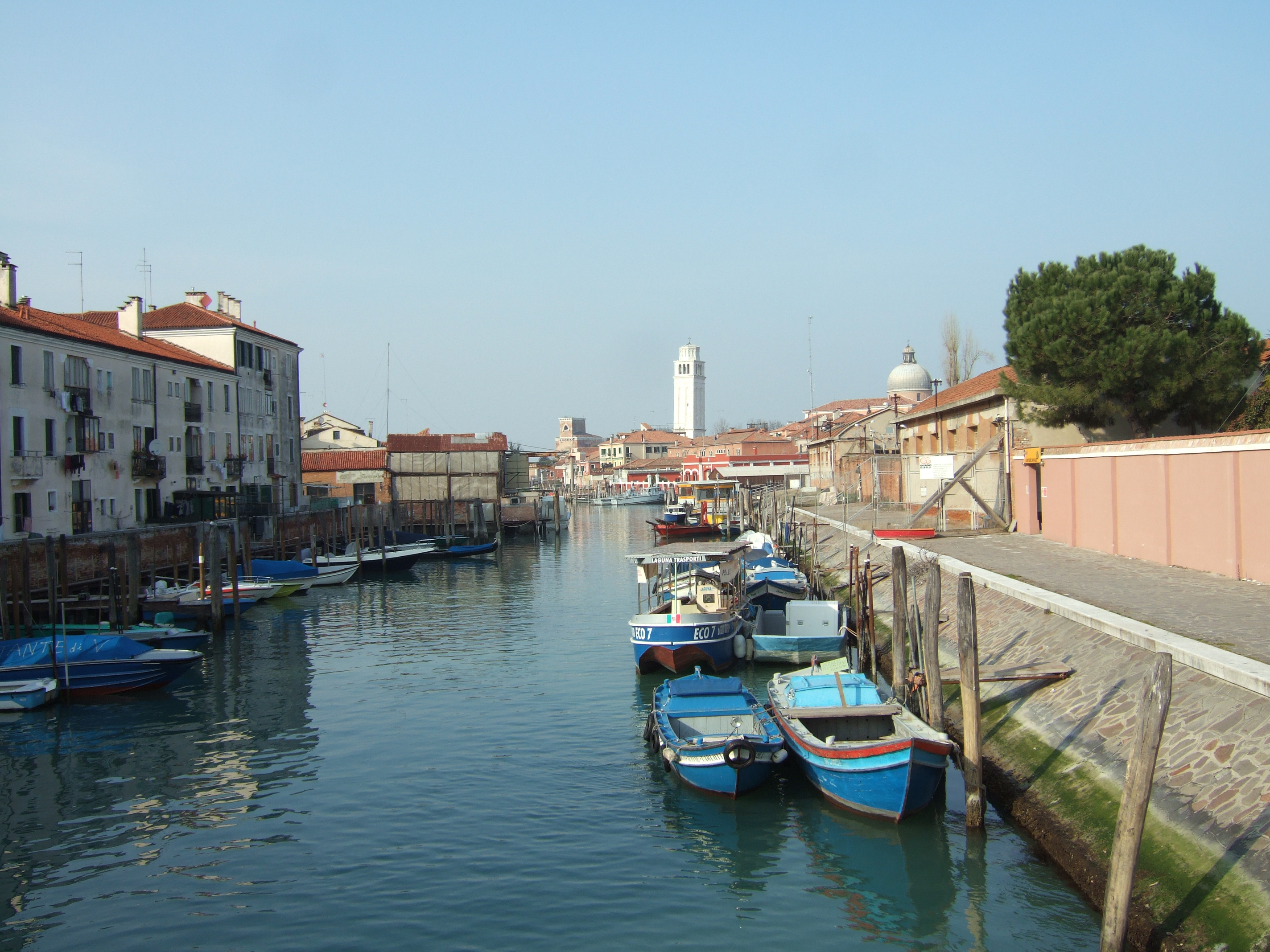
Rio dei Giardini, vedere către nord de Ponte del Paludo

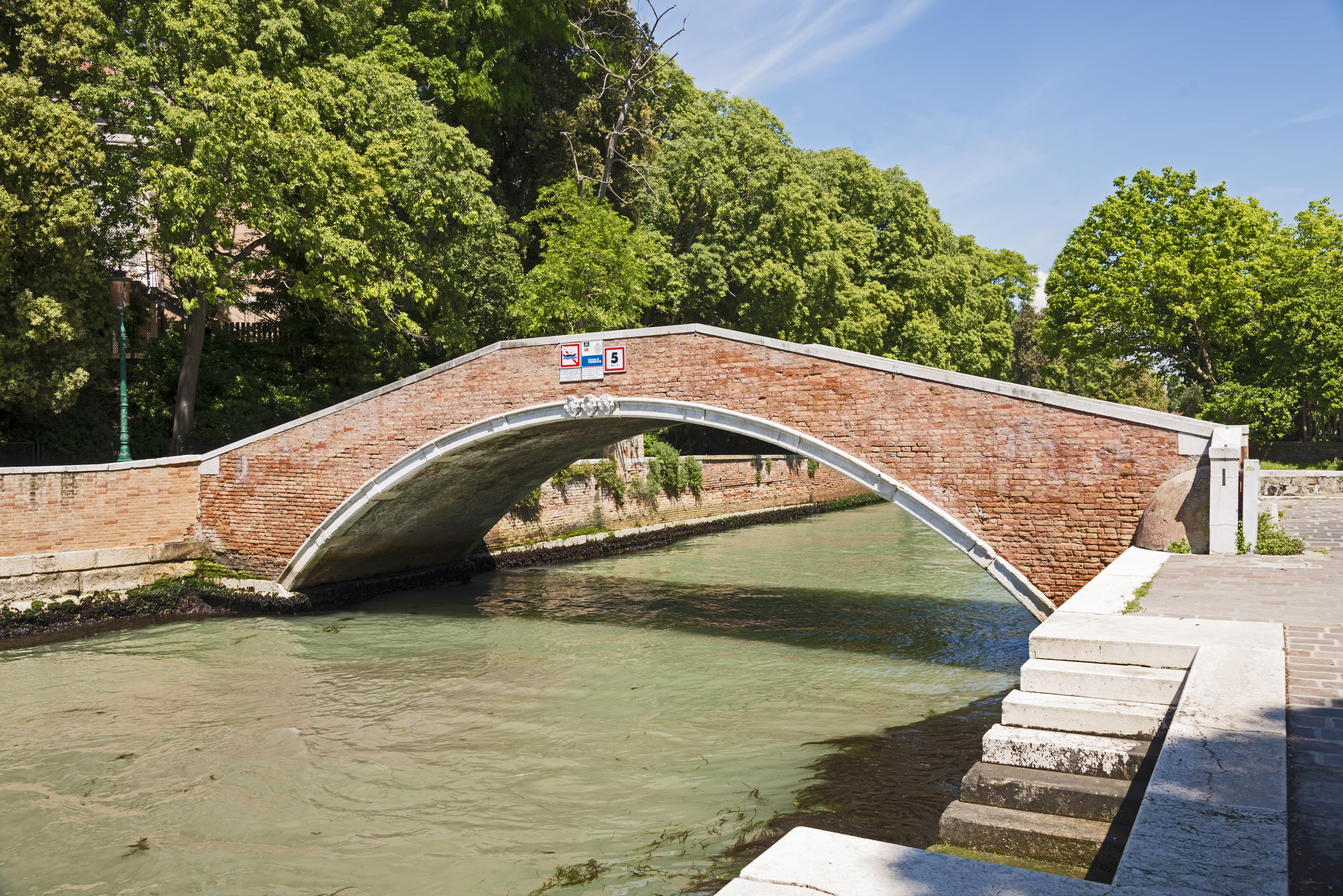
Ponte dei Giardini

Rio dei Giardini (della Biennale) (Canalul grădinilor) este un canal din Veneția în sestiere Castello. 

## Descriere
Rio dei Giardini are o lungime de 523 de metri. El prelungește rio de Quintavale și canalul San Piero către sud în Bazinul San Marco.

## Localizare
Pe malurile acestui canal se află:
- grădinile publice ale Bienalei pe malul său vestic.
- insula Sant'Elena pe malul său estic.

## Poduri
Canalul este traversat de mai multe poduri, de la nord la sud:
- Ponte del Paludo, care conectează Viale 24 maggio de Paludo Sant'Antonio;
- un pod propriu al Bienalei;
- Ponte dei Giardini, care conectează Viale giardini pubblici  și Viale Vittorio Veneto.